# Galeazzo von Thun und Hohenstein
Galeazzo ou Galeas Maria von Thun und Hohenstein, né le 24 septembre 1850 à Trente et mort le 26 mars 1931 à Rome, est le 75e prince et grand maître de l’ordre souverain de Malte de 1905 à 1931.

## Biographie
Le comte Galeas Maria, qui naît à Trente, alors dans l'empire d'Autriche, est le fils cadet du comte Guidobald Maria von Thun und Hohenstein (1808-1865), et de son épouse, Teresa Guidi dei Marchesi di Bagno (1813-1881).
Le 6 mars 1905, Thun und Hohenstein est élu grand maître de l’ordre souverain de Malte. Sous la grande maîtrise du comte, l’ordre s’engage à grande échelle dans les activités charitables et hospitalières pendant la Première Guerre mondiale. Alors qu’il est né sujet autrichien, il passe la plus grande partie de la guerre en Autriche-Hongrie. Il investit d’ailleurs de grandes sommes d’argent issues des fonds propres de l’ordre dans les obligations de guerre austro-hongroises, en vain puisque le pays est vaincu à l’issue du conflit.
Les deux dernières années de sa vie, Galeazzo von Thun und Hohenstein devient physiquement inapte à occuper sa position. Toutefois, il continue d’être le grand maître de l’ordre, secondé par un lieutenant, Pio Franchi de’ Cavalieri, qui signe en son nom.
Il meurt à Rome, le 26 mars 1931, à l'âge de quatre-vingts ans.

## Honneurs
- Grand-maître et bailli grand-croix de l’ordre souverain de Malte
- Chevalier grand-croix de l’ordre de la Toison d'or (Espagne)
- Chevalier grand-croix de l’ordre de la Légion d’honneur (France)
- Chevalier grand-croix de l’ordre impérial de Léopold (Autriche-Hongrie)
- Chevalier grand-croix de l’ordre de Saint-Grégoire-le-Grand (Vatican)